# Zanthoxylum rhoifolium
Zanthoxylum rhoifolium är en vinruteväxtart som beskrevs av Jean-Baptiste de Lamarck. Zanthoxylum rhoifolium ingår i släktet Zanthoxylum och familjen vinruteväxter. Inga underarter finns listade i Catalogue of Life.